# Epitelio corneal
El epitelio corneal es la capa más externa de la córnea, que se encarga de actuar como una barrera protectora de la córnea.

## Histología
El epitelio corneal consiste en capas de células, con un grosor promedio de tres a cinco células; en el exterior las células superficiales, luego las aladas y en lo más profundo las células basales, estas últimas encargadas de la mitosis y la que «ancla» el complejo a la membrana de Bowman.
Las células aladas reciben este nombre debido a la presencia de prolongaciones.
Las células superficiales poseen la característica de estar en un estado de degeneración, siendo estas las más externas, por lo tanto, en contacto con la mucina presente en las lágrimas.

## Función
Esta actúa como una barrera que protege la córnea, resistiendo el libre flujo de fluidos, como las lágrimas; además, previene la introducción de bacterias hacia el endotelio corneal y el estroma corneal.

## Enfermedades y complicaciones
- Erosión corneal recurrente
- Complicaciones posoperatorias de la cirugía LASIK.